# Susanna (film 1933)
Susanna ( I am Suzanne) è un film del 1933, diretto da Rowland V. Lee. Il film uscì nelle sale il 25 dicembre 1933.

## Trama
Vedendo un giorno che durante uno spettacolo delle sue marionette in sala sono presenti solo sette spettatori, Tony Malatini scopre che tutti vanno a vedere lo spettacolo del suo concorrente che ha come protagonista la ballerina Susanna. Tony chiede alla ragazza se può usare le sue fattezze per costruire una nuova marionetta che, poi, in scena proclamerà di chiamarsi Susanna. Lei, che sta per sposare il suo impresario, un uomo chiamato il Barone, viene implorata da Tony di non sposarlo. Colta dall'emozione, la ragazza cade nella buca dell'orchestra, ferendosi gravemente alle gambe, tanto che si teme che non potrà più camminare. Il Barone, allora, la lascia, deciso a trovare un'altra ragazza per fare di lei la sua nuova stella.
Tony aiuta Susanna nel riprendersi finché lei non riesce nuovamente a camminare. Lavorando insieme a un nuovo spettacolo, lui le rivela che reputa suoi soli amici le proprie marionette. Susanna, alla fine, decide di ritornare dal Barone, lasciando Tony sull'orlo del fallimento. Si ritroveranno a lavorare insieme in uno spettacolo che mette in scena la loro rivalità. Susanna, angosciata, una notte ha un incubo, dove si trova ad affrontare un tribunale di marionette che la mettono sotto accusa. Quando poi chiede scusa a Tony, lui le confessa il suo amore. Ritornati insieme, i due raggiungeranno il successo con il loro nuovo spettacolo.

## Produzione
Il film fu prodotto dalla Fox Film Corporation con i titoli di lavorazione Puppets e Puppet Show; le riprese durarono dal 16 settembre all'inizio novembre 1933.

### Musiche
Le musiche addizionali si devono a Peter Brunelli, David Buttolph e Hugo Friedhofer; la direzione musicale a Louis De Francesco. Sammy Lee, che curò le coreografie, non viene accreditato nei titoli. Frederick Hollander è il compositore cui si devono i sette brani musicali che compongono la colonna sonora del film.
- Just a Little Garrett - musica di Friedrich Hollaender, parole di Forman Brown
- Oh How I've Sinned - musica di Friedrich Hollaender, parole di Forman Brown
- One Word - musica di Friedrich Hollaender, parole di Forman Brown
- Rainy Day - musica di Friedrich Hollaender, parole di Forman Brown
- St. Moritz Waltz - musica di Friedrich Hollaender, parole di Forman Brown
- Esk-i-O-Lay Li-O-Mo - musica di Friedrich Hollaender, parole di Forman Brown
- Wooden Woman - musica di Friedrich Hollaender, parole di Forman Brown

## Distribuzione
Il copyright del film, richiesto dalla Fox Film Corp., fu registrato il 20 dicembre 1933 con il numero LP4403.
La Fox Film Corporation lo presentò in prima a Los Angeles il 25 dicembre 1933. Nel 1924, il film uscì in Svezia (5 marzo), Finlandia (11 marzo), Portogallo (1º maggio) e Turchia.